# 삼각수

처음 6개의 삼각수

수학에서 삼각수(三角數, 영어: triangular number)는 1부터 시작하는 연속된 자연수의 합을 나타내는 수이다. 이는 그림과 같이 정삼각형 모양으로 배열된 물체의 개수와 같다.

## 정의
음이 아닌 정수 {\displaystyle n}에 대하여, {\displaystyle n}번째 삼각수 {\displaystyle \operatorname {Tri} (n)}는 다음과 같이 정의된다.
{\displaystyle \operatorname {Tri} (n)=\sum _{k=1}^{n}k={\frac {n(n+1)}{2}}={\binom {n+1}{2}}}
처음 몇 삼각수는 다음과 같다.
0, 1, 3, 6, 10, 15, 21, 28, 36, 45, 55, 66, 78, 91, 105, 120, 136, 153, 171, 190, ... (OEIS의 수열 A000217)

## 성질

### 연산에 대한 닫힘
두 정수 {\displaystyle a,b}에 대하여, 다음 두 조건이 서로 동치이다.
- 임의의 삼각수 {\displaystyle n}에 대하여, {\displaystyle an+b} 역시 삼각수이다.
- {\displaystyle a}는 어떤 홀수의 제곱이며, {\displaystyle \textstyle b={\frac {a-1}{8}}}이다.

예를 들어, 만약 {\displaystyle n}이 삼각수라면, {\displaystyle 9n+1}과 {\displaystyle 25n+3} 및 {\displaystyle 49n+6}은 역시 삼각수이다.

### 항등식

3번째와 4번째 삼각수의 합은 4번째 정사각수이다.

삼각수를 변의 길이로 하는 정사각형은 변의 길이가 1인 정사각형 1개, 변의 길이가 2인 정사각형 2개, 변의 길이가 3인 정사각형 3개 등으로 분할된다. 따라서 n번째 삼각수의 제곱은 1부터 n까지의 자연수의 세제곱의 합과 같다.

삼각수와 임의의 {\displaystyle m}각수는 삼각수를 통해 다음과 같이 나타낼 수 있다.
{\displaystyle \operatorname {Pol} (m;n)=\operatorname {Tri} (n)+(m-3)\operatorname {Tri} (n-1)=n+(m-2)\operatorname {Tri} (n-1)}
특히, 정사각수와 육각수 및 팔각수의 경우는 다음과 같다.
{\displaystyle n^{2}=\operatorname {Tri} (n-1)+\operatorname {Tri} (n)}
{\displaystyle n(2n-1)=\operatorname {Tri} (n)+3\operatorname {Tri} (n-1)=\operatorname {Tri} (2n-1)}
{\displaystyle n(3n-2)=6\operatorname {Tri} (n-1)+n}
첫째 등식에 따라, 두 연속된 삼각수의 합은 정사각수이다. 두 연속된 홀수째 또는 짝수째 삼각수의 합은 다음과 같다.
{\displaystyle \operatorname {Tri} (n-1)+\operatorname {Tri} (n+1)=2\operatorname {Tri} (n)+1}
삼각수는 선형 변환의 차이를 무시하면 홀수째 정사각수와 일치한다. 구체적으로, 다음이 성립한다.
{\displaystyle (2n+1)^{2}=8\operatorname {Tri} (n)+1}
삼각수는 다음과 같은 점화식을 갖는다.
{\displaystyle \operatorname {Tri} (m+n)=\operatorname {Tri} (m)+\operatorname {Tri} (n)+mn}
{\displaystyle \operatorname {Tri} (mn)=\operatorname {Tri} (m)\operatorname {Tri} (n)+\operatorname {Tri} (m-1)\operatorname {Tri} (n-1)}
조합론적으로, 첫 번째 항등식의 좌변은 {\displaystyle m+n}개의 원소에서 2개를 고르는 중복 조합의 수이며, 우변은 이를 앞의 {\displaystyle m}개에서만 고르는 경우와 뒤의 {\displaystyle n}개에서만 고르는 경우 및 앞과 뒤에서 하나씩 고르는 경우와 같이 세 가지로 나눠 센 결과이다. 특히, 다음이 성립한다.
{\displaystyle \operatorname {Tri} (2n)=3\operatorname {Tri} (n)+\operatorname {Tri} (n-1)}
{\displaystyle \operatorname {Tri} (2n-1)=\operatorname {Tri} (n)+3\operatorname {Tri} (n-1)}
{\displaystyle \operatorname {Tri} (3n-1)=3\operatorname {Tri} (n)+6\operatorname {Tri} (n-1)}
{\displaystyle \operatorname {Tri} (n^{2})=\operatorname {Tri} (n)^{2}+\operatorname {Tri} (n-1)^{2}}
삼각수의 제곱은 1부터 시작하는 연속된 자연수의 세제곱 합과 같다. 구체적으로, 다음이 성립한다.
{\displaystyle \operatorname {Tri} (n)^{2}=\sum _{k=1}^{n}k^{3}}
삼각수의 합은 사면체수로 주어진다. 구체적으로, 다음이 성립한다.
{\displaystyle \sum _{k=1}^{n}\operatorname {Tri} (k)={\frac {n(n+1)(n+2)}{6}}}

### 생성 함수
삼각수는 다음과 같은 생성 함수를 갖는다.
{\displaystyle \sum _{n=0}^{\infty }\operatorname {Tri} (n)x^{n}={\frac {x}{(1-x)^{3}}}}
{\displaystyle \sum _{n=0}^{\infty }x^{\operatorname {Tri} (n)}=\prod _{n=1}^{\infty }{\frac {1-x^{2n}}{1-x^{2n-1}}}}

### 수론적 성질
삼각수의 임의의 정수에 대한 나머지에 대하여 다음이 성립한다.
{\displaystyle \operatorname {Tri} (n+4k)\equiv \operatorname {Tri} (n){\pmod {2k}}}
{\displaystyle \operatorname {Tri} (n+2k+1)\equiv \operatorname {Tri} (n){\pmod {2k+1}}}
즉, 삼각수의 홀수에 대한 나머지는 그 홀수를 주기로 가지며, 짝수에 대한 나머지는 그 짝수의 2배를 주기로 가진다. 예를 들어, 처음 몇 삼각수의 2, 3, 4에 대한 나머지는 각각 다음과 같다.
[0,] 1, 1, 0, 0, 1, 1, 0, 0, ... (OEIS의 수열 A133872)
[0,] 1, 0, 0, 1, 0, 0, ... (OEIS의 수열 A079978)
0, 1, 3, 2, 2, 3, 1, 0, 0, 1, 3, 2, 2, 3, 1, 0, 0, ... (OEIS의 수열 A105198)
모든 자연수는 최대 3개의 삼각수의 합으로 나타낼 수 있다. 이는 페르마 다각수 정리의 특수한 경우이며, 카를 프리드리히 가우스가 1796년(가우스의 일기에 따르면 7월 10일)에 증명하였다.
정사각 삼각수(正四角三角數, 영어: square triangular number)는 정사각수를 이루는 삼각수를 뜻한다. 정사각 삼각수를 찾는 문제는 다음과 같은 펠 방정식의 해를 구하는 문제와 동치이다.
{\displaystyle x^{2}-2y^{2}=1}
정사각 삼각수는 무한히 많이 존재하며, 이들은 정확히 다음과 같다.
{\displaystyle {\frac {(17+12{\sqrt {2}})^{n}+(17-12{\sqrt {2}})^{n}-2}{32}}\qquad n\geq 0}
이는 레온하르트 오일러가 1730년에 증명하였다. 처음 몇 정사각 사각수와 이들의 정사각수 지표 및 삼각수 지표는 다음과 같다.
0, 1, 36, 1225, 41616, 1413721, ... (OEIS의 수열 A001110)
0, 1, 6, 35, 204, 1189, ... (OEIS의 수열 A001109)
0, 1, 8, 49, 288, 1681, ... (OEIS의 수열 A001108)
세제곱수를 이루는 삼각수는 0과 1을 제외하면 존재하지 않는다.

## 역사
일화에 의하면, 카를 프리드리히 가우스는 10살 때 1부터 100까지의 자연수를 모두 더하라는 선생님의 말을 듣고, 이러한 합을 1+100, 2+99와 같이 합이 101이 되는 50쌍의 수의 합으로 전환하여 5050임을 구하였다. 그러나 이야기의 진위와 상관 없이, 가우스는 이를 최초로 발견한 자가 아니다.

## 같이 보기
- 중심 삼각수
- 다각수
- 플로이드의 삼각형

## 참고 문헌
- Deza, Figurate Numbers, 2012
- Garge, Shirali, Triangular Numbers, Resonance, 2012